# جهان أباد (زهرا السفلى)
جهان أباد (بالفارسية: جهان‌آباد) هي قرية تقع في إيران في Zahray-ye Pain Rural District. يقدر عدد سكانها بـ 844 نسمة .